# Nino Soprano
Gaetano Soprano, noto come Nino Soprano (Napoli, 12 novembre 1941), è un cantante italiano.

## Biografia
Figlio d'arte (il padre è chitarrista), inizia prima a suonare il pianoforte (all'età di otto anni) per passare alla chitarra; forma quindi i primi complessi, con cui inizia ad esibirsi nella sua città, fino ai Nino Soprano & i 93, formato da cinque elementi (e il cui nome deriva dalla somma delle età dei componenti al momento della nascita del complesso).
Nel 1960 con il suo quintetto l'attività diventa professionale, ed effettua spettacoli in tutta Italia, in celebri locali come l'Astoria di Milano o l'Open Gate di Firenze.
Ottenuto un contratto discografico con la Arcobaleno, la casa discografica di Cesare Ruggiero; debutta a dicembre del 1960; l'anno successivo ottiene un buon successo con Annamaria (che procura a lui e al gruppo il primo passaggio televisivo il 26 luglio sul Programma Nazionale) , e continuano gli spettacoli in tutta la penisola (nel 1962 suona con il gruppo per un mese al Principe di Torino).
Nel 1963 i 93 si sciolgono, e Soprano forma un altro complesso che lo accompagna dal vivo e nelle incisioni successive, e con questo gruppo partecipa nel 1964 al primo Festival Nazionale dei Complessi di Musica Leggera.
Partecipa al Festival di Napoli 1964 con Inutilmente e al Festival di Napoli 1965 con Uno ca te vo' bene; nella seconda metà degli anni '60 si avvicina al beat.
Continua l'attività nei due decenni successivi; a partire dagli anni '80 si dedica al pianobar, continuando a pubblicare album.
A novembre del 2011 il suo nuovo CD, intitolato Gli indimenticabili anni '60: al di là...dell'amore è stato pubblicato in allegato al quotidiano Il Mattino di Napoli.

## Discografia

### Album
- 1973: Isabella (BBB, BSLB 0005)
- 1989: Festival Festivals. La canzone napoletana dal '52 al '60 (Dischi Ricordi)
- 1995: Nino Soprano. versione originale (Arcobaleno; raccolta di 25 brani del gruppo Nino Soprano & i 93, in versione originale)
- 2008: Just For The People In Love
- 2011: Gli indimenticabili anni '60: al di là...dell'amore (allegato al quotidiano Il Mattino di Napoli)

### Singoli
- 1960: Ricuordate/Dimme (Arcobaleno, QNC 1012; inciso come Nino Soprano & i 93)
- 1961: Ombra/Na sera 'e maggio (Arcobaleno, QNC 1013; inciso come Nino Soprano & i 93)
- 1961: Scetate/Solo per una estate (Arcobaleno, QNC 1018; inciso come Nino Soprano & i 93)
- 1961: Anna Maria/'Na goccia 'e tiempo (Arcobaleno, QNC 1019; inciso come Nino Soprano & i 93)
- 1961: Dimme/Ricuordate (The Red Record, 10152)
- 1961: Scetate/Solo per una estate (The Red Record, 10157; inciso come Nino Soprano & i 93)
- 1962: Nel mio domani/Jerry Lee (Arcobaleno, QNC 1057; inciso come Nino Soprano & i 93)
- 1962: Frenesia D'Amore/Ombra (Arcobaleno, QNC 1061; inciso come Nino Soprano & i 93)
- 1962: Miramare/Dimmi ti prego (Arcobaleno, QNC 1077; inciso come Nino Soprano & i 93)
- 1962: Vierno/Concerto di stelle (Arcobaleno, QNC 1079; inciso come Nino Soprano & i 93)
- 1962: Tu iste a Surriento/Chiagne (Arcobaleno, QNC 1090; inciso come Nino Soprano & i 93)
- 1962: Paola/'Nammurato songo e te (Arcobaleno, QNC 1100; inciso come Nino Soprano & i 93)
- 1963: Dimane/Capri (Arcobaleno, AQL 1152; inciso come Nino Soprano & i 93)
- 1964: Inutilmente/Gocce di stelle (Arcobaleno, AQL 1202)
- 1965: Uno ca te vo' bene/The Happy Shake (Arcobaleno, AQL 1232)
- 1967: Tutta la gente del mondo/C'era il temporale(Cid Records, R 101)
- 1970: Non piangere per me/Che Dio ti protegga (Presence, PLP 5027)